# Johan Wegener
Johan Jørgen Stiller Wegener (født 3. august 1811 i Gudbjerg ved Svendborg, død 20. august 1883 i Halsted) var en dansk præst og politiker. Wegener var den første højskoleforstander på Rødding Højskole 1844-1845 og derefter til sin død i 1883 sognepræst i Halsted og Avnede Sogne på Lolland. Johan Wegener var bror til gehejmearkivar C.F. Wegener. Han var medlem af Folketinget fra 1849 til februar 1853 valgt i Maribo Amts 1. valgkreds (Nakskovkredsen). Han opnåede ikke genvalg ved Folketingsvalget 26. februar 1853. Han var også kandidat ved valget til Den Grundlovgivende Rigsforsamling i Juellinge-distriktet i Maribo Amt uden at blive valgt.